# Хранитель двох святинь
Служитель двох святинь, хай береже його Аллах (خَادِمُ الحَرَمَينِ الشَّرِيفَينِ‎, Хадім аль-Харамейн аш-Шарифейн) — титул короля Саудівської Аравії.
Був введений в ужиток королем Фахдом 27 жовтня 1986 року замість титулу «Його величність». Успадкувавший у 2005 році трон Абдалла продовжив цю традицію.
«Дві святині» — це священні мечеті аль-Харам в Мецці і Мечеті Пророка в Медіні. До королів Саудівської Аравії цей титул носили, зокрема, правителі Арабського халіфату, єгипетської держави Мамлюків, Османської імперії.